# Metona (mjesec)
Metona (također Saturn XXXII, Methone) je prirodni satelit planeta Saturn. Unutarnji pravilni satelit s oko 3 kilometra u promjeru i orbitalnim periodom od 1 dana, 0 sati, 57 minuta i 26 sekundi.